# Natalija Pohrebnjak
Natalija Pohrebnjak (Koepjansk, 19 februari 1988) is een atlete uit Oekraïne. Ze komt uit voor Rusland.
Pohrebnjak nam voor Oekraïne deel aan de Olympische Zomerspelen 2008 en Olympische Zomerspelen 2012. In 2008 nam ze deel aan de 100 meter sprint en de 4x100 meter estafette. In 2012 nam ze deel aan de 100 meter sprint. Op de Olympische Zomerspelen in Rio de Janeiro liep ze de 200 meter, en strandde in de halve finale.
Op de Europese kampioenschappen atletiek 2010 behaalde ze met het Oekraïense estafette-team een gouden medaille op de 4x100 meter estafette. Een jaar later op de Wereldkampioenschappen atletiek 2011 behaalde ze een bronzen medaille op dat onderdeel.
- World Athletics: 14304035